# Rise Underground
Rise Underground è la versione remixata dell'album Rise della cantante Gabrielle, pubblicata anch'essa nel 2000.

## Tracce
1. Sunshine (Wookie Dub Mix) – 4:26
2. Rise (Artful Dodger Above Board Vox) – 3:43
3. When a Woman (Restless Natives Groove Mix) – 3:57
4. 5 O'Clock (Sunship Mix Vocal) – 3:44
5. Should I Stay (K Warren Dub) – 4:54
6. Over You (Zed Bias Vocal Mix) – 4:00
7. Independence Day (Ed Case & Carl H Dub) – 3:01
8. Independence Day (Ed Case & Carl H Remix) – 3:29
9. When a Woman (Restless Natives Dub Mix) – 1:55
10. If You Love Me (Bump and Flex Dub Mix) – 4:28
11. Gonna Get Better (D.E.A. Vocal) – 4:03
12. Over You (Zed Bias Dub) – 4:11
13. If You Love Me (Bump and Flex Vocal Mix) – 4:11
14. Tell Me What You Dream (M Dubs Vocal Mix) – 5:07
15. Sunshine (Wookie Main Mix) – 4:26
16. 5 O'Clock (Architechs Mix) – 4:39
17. Falling (Stanton Warriors Remix) – 4:53
18. Gonna Get Better (D.E.A. Dub) – 4:36